# Der Thor und der Tod

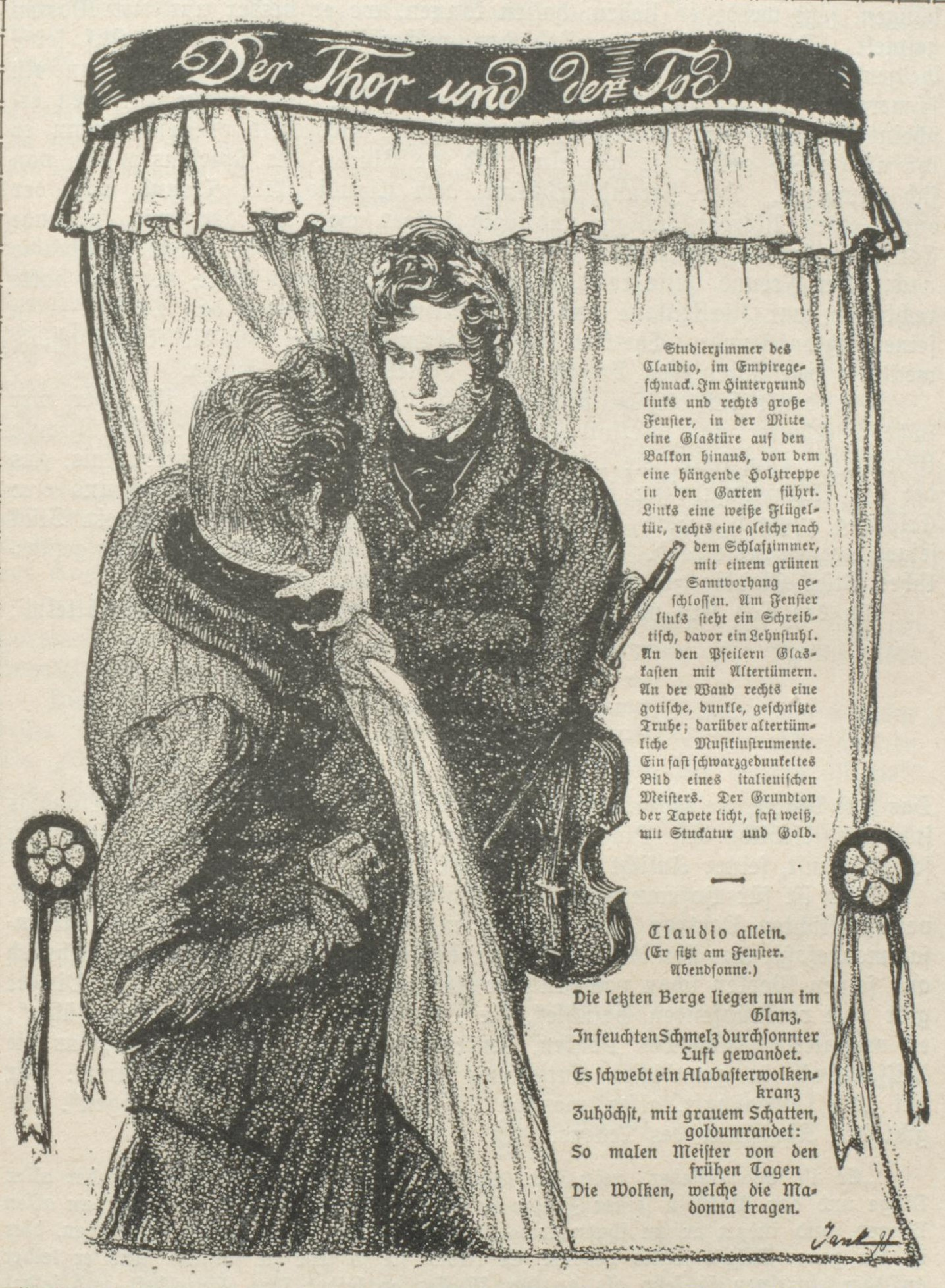
Angelo Jank, Illustration in: Die Jugend, Heft 6, 1899

Der Thor und der Tod (später: Der Tor und der Tod) ist ein kurzes Drama in Versen („lyrisches Drama“) von Hugo von Hofmannsthal, verfasst 1893. Die erste Veröffentlichung erfolgte 1894 im „Modernen Musen-Almanach“ unter dem Verfasserpseudonym „Loris“, die erste Buchausgabe 1900. Die Uraufführung am 13. November 1898 erfolgte unter der Leitung von Ludwig Ganghofer.

## Inhalt
Das Stück spielt laut Angaben des Autors in den 1820er Jahren und handelt von der Begegnung des Edelmanns Claudio mit dem Tod. Der Tod kommt zu Claudio, um ihn aus dem Leben abzuführen, und konfrontiert ihn mit bereits verstorbenen wichtigen Menschen aus seinem Leben – seiner Mutter, seiner ehemaligen Geliebten und einem Jugendfreund. In den Begegnungen wird ihm klar, dass er zu diesen Menschen keine tieferen Bindungen entwickelt hat. Er lebte nach Art eines Dandys gegenüber anderen Menschen in einer ästhetisch-distanzierten Haltung, ohne sich auf sie einzulassen und sie an sich heranzulassen. Der Moment des Sterbenmüssens macht ihm dieses Defizit bewusst und paradoxerweise ist erst die Todesstunde voller emotionaler Lebendigkeit. „Da tot mein Leben war, sei Du mein Leben, Tod“. Claudio sinkt am Schluss tot nieder; die letzten Verse des Todes lauten:
Wie wundervoll sind diese Wesen,
Die, was nicht deutbar, dennoch deuten,
Was nie geschrieben wurde, lesen,
Verworrenes beherrschend binden
Und Wege noch im Ewig-Dunkeln finden.

## Konzeption
Hugo von Hofmannsthal vereinigt in seinem Stück Elemente des Impressionismus mit solchen des Symbolismus. Das symbolistische Drama mit seiner imaginativen Sprache eignet sich eher dafür, Bilder und Klänge in der Vorstellung des Lesers wachzurufen als ein konkretes Bühnengeschehen zu konstituieren. Symbolistische Dramen sind handlungsarm.
Anders als das Theater des Naturalismus, das ebenfalls am Ende des 19. Jahrhunderts eine Blütezeit erlebte, ist das symbolistische Theater kein Illusionstheater. In diesem wird der Zuschauer gezielt in die Illusion versetzt, er beobachte (quasi wie durch ein Schlüsselloch) einen „realen“, „jetzt“ stattfindenden Vorgang, und die Beobachteten seien sich nicht der Tatsache bewusst, dass ihnen von „Voyeuren“ zugeschaut werde. Eine solche Illusion kann bei Der Tor und der Tod nicht entstehen, und zwar deshalb, weil es den Tod als „reale Person“ nicht gibt und weil Tote nicht „wirklich“ sprechen können. Die Annahme, Claudio könne mit einer der drei vom Tod vorgeführten Gestalten einen Dialog führen, ist absurd, da sie nicht derselben Fiktionsebene wie der „jetzt sterbende“ Claudio entstammen. Sie sind bereits tot, sprechen aber trotzdem und treten in der Gestalt auf, die sie in der Erinnerung Claudios haben.
Der Tor und der Tod enthält zugleich Elemente einer Überwindung des Symbolismus, den Gero von Wilpert mit den folgenden Worten charakterisiert:
Die Sprache des S[ymbolismus] strebt nach äußerster Musikalität; sie will „der Musik wieder abgewinnen, was die (früheren realistischen) Dichter an sie verloren hatten“ und vertieft durch die Besinnung auf die eigentlichen sprachlichen Mittel der Dichtung wie Reim, Rhythmus, Melodie, selbst im Wortschatz (bes[onders] Synästhesien) und Satzbau die sprachkünstlerische Durchgestaltung bis zu e[inem] magisch-mystischen Ästhetizismus, der sich an e[inen] erlesenen Kreis wendet und später dekadent überspitzt wird, doch in den roman[ischen] Ländern zu e[iner] Erneuerung hoher Verskunst führt.
Das lyrische Drama Hofmannsthals propagiert nicht nach Art des Symbolismus Claudios Ästhetizismus, sondern es kritisiert ihn.

## Biografische Bezüge
In seinem überwiegend 1947 und 1948 verfassten Essay Hofmannsthal und seine Zeit behauptet Hermann Broch, das gesamte Werk Hofmannsthals sei „mit seiner narzisstischen Zentralgestalt, die erstmals in Der Tor und der Tod auftritt, eine einzige Anklage, eine wissende Anklage gegen die ästhetisierende Bürgerlichkeit, in der er aufgewachsen und erzogen worden war, und der er bei allem Wissen um sie doch kaum mehr zu entgehen vermochte.“ Denn im Wien der Endphase der Habsburgermonarchie, Hofmannsthals Heimatstadt, sollte, so Broch, „ein Minimum an ethischen Werten […] durch ein Maximum an ästhetischen, die keine mehr waren, überdeckt werden, und sie konnten keine mehr sein, weil der nicht auf ethischer Basis gewachsene ästhetische Wert sein Gegenteil ist, nämlich Kitsch. Und als Metropole des Kitsches wurde Wien auch die des Wert-Vakuums der Epoche.“
Auch Natalia Karczewska stellt fest, dass für die junge Generation der nicht auf eine Erwerbsarbeit angewiesenen Erben im Wien um die Jahrhundertwende „die Schönheit zu einem Schutzwall gegen die Wahrheit und die Kunst zu einem Ersatz der Sittlichkeit“ geworden sei und dass Hugo von Hofmannsthal genau das mit seinem Werk Der Tor und der Tod habe kritisieren wollen.